# Kōichi Kudō
Kōichi Kudō (jap. 工藤 孝一, Kudō Kōichi; * 4. Februar 1909 in der Präfektur Iwate; † 21. September 1971 in Tokio) war ein japanischer Fußballspieler und -trainer.

## Karriere
Kudō spielte in der Jugend für die Waseda-Universität. Bei den Olympischen Spielen 1936 in Berlin war er unter Shigeyoshi Suzuki Co-Trainer der Olympiaauswahl. 1942 betreute er die Japanische Fußballnationalmannschaft. Am 21. September 1971 starb er an Herzinsuffizienz in Tokio im Alter von 62 Jahren.